# Zacualpania tornitracta
Zacualpania tornitracta är en fjärilsart som beskrevs av Dyar 1924. Zacualpania tornitracta ingår i släktet Zacualpania och familjen mätare. Inga underarter finns listade i Catalogue of Life.